# Vila Caiz
Vila Caiz es una freguesia portuguesa del concelho de Amarante, con 9,00 km² de superficie y 3.398 habitantes (2001). Su densidad de población es de 377,6 hab/km².